# Косар Антін
Антін Косар (нар. 18 червня 1868, с. Глибочок, нині Чортківського району Тернопільської області — р. см. невід., там само) — український літератор, культурно-просвітницький і громадський діяч.

## Життєпис
Закінчив школу в родинному селі.
Створив власну книгозбірню.
1884 заснував у родинному селі читальню «Просвіти».

## Доробок
Автор книги «Збірка стихів» (1928), підготував до друку другу збірку (неопублікована).